# Yū Kijima
Yū Kijima (japanisch 木島 悠 Kijima Yū; * 18. Mai 1986 in der Präfektur Hyōgo) ist ein japanischer Fußballspieler.

## Karriere
Kijima erlernte das Fußballspielen in der Universitätsmannschaft der Universität Tsukuba. Seinen ersten Vertrag unterschrieb er 2009 bei Shimizu S-Pulse. Der Verein spielte in der höchsten Liga des Landes, der J1 League. 2010 erreichte er das Finale des Kaiserpokal. 2012 wechselte er zum Zweitligisten Ōita Trinita. Am Ende der Saison 2012 stieg der Verein in die J1 League auf. 2012 stieg der Verein wieder in die J2 League ab. Für den Verein absolvierte er 52 Ligaspiele. 2015 wechselte er zu Verspah Ōita.

## Erfolge
Shimizu S-Pulse
- Kaiserpokal

Finalist: 2010